# Time (Film)
Time ist ein Film von Kim Ki-duk aus dem Jahr 2006.

## Handlung
Ji-woo und seine Freundin Seh-hee sind seit zwei Jahren ein Paar.
Aus Eifersucht verlässt sie ihn und lässt sich plastisch operieren, was der Regisseur auch zeigt.
Eines Tages trifft Ji-woo in seinem Stammcafe die hübsche Bedienstete See-hee, die großes Interesse an ihm zeigt. Auch Ji-woo ist von ihr angezogen. Als sie ihn jedoch fragt, ob er sie liebt oder immer noch auf seine Freundin wartet, kann Ji-woo nicht antworten.